# Yannick Ngakoue
(en) Statistiques sur pro-football-reference
Yannick Ngakoue (né le 31 mars 1995 à Washington dans le district de Columbia) est un joueur de football américain qui évolue en tant que defensive end.

## Biographie

### Jeunesse
Sa mère est martiniquaise. Elle quitte le foyer familial avec Yannick et son frère lorsqu’il a 5 ans et emménagent dans le Maryland pour se réfugier d’un père violent.

### Carrière universitaire
Il rejoint en 2013 les Terrapins de l'Université du Maryland. À sa troisième saison, en 2015, il bat un record d'équipe en réalisant 13 sacks,.

### Carrière professionnelle
Il renonce à jouer une dernière saison universitaire et se déclare éligible à la draft 2016 de la NFL. Il est sélectionné au troisième tour, en 69e position, par les Jaguars de Jacksonville.
Il réalise 8 sacks à sa première saison professionnelle et bat le record d'équipe pour le plus grand nombre de sacks pour un débutant, record qui appartenait à Tony Brackens en 1996. La saison suivante, il cause 12 sacks sur les quarterbacks adverses et fait partie d'une des défensives les plus dominantes de la ligue, surnommée Sacksonville. Il est sélectionné pour le Pro Bowl à l'issue de la saison.